# 공권력
공권력(公權力)은 국가나 공공단체가 우월한 의사의 주체로서 국민에 대하여 명령하거나 강제하는 권력을 뜻한다. 공권력은 엄격한 의미에서 권한·권능의 성질을 갖는 것으로 볼 수 있다. 행정주체가 법률상 인정된 우월적인 사주체로서의 지위에서 법률이 정하는 바에 따라 권리의 내용을 스스로 결정하는 권리자율성, 행정주체가 자력으로 그 내용을 실현할 수 있는 자력집행성, 권리침해에 대한 제재를 과할 수 있는 등, 사권과 다른 특수성이 인정된다.

## 판례
- 대통령이 국회에 파병동의안을 제출하기 전에 대통령을 보좌하기 위하여 파병 정책을 심의, 의결한 국무회의의 의결은 국가기관의 내부적 의사결정행위에 불과하여 그 자체로 국민에 대하여 직접적인 법률효과를 발생시키는 행위가 아니므로 헌법재판소법 제68조 제1항에서 말하는 공권력의 행사에 해당하지 아니한다.[1]
- 비록 피청구인이 대통령으로서 국회 본회의의 시정연설에서 자신에 대한 신임국민투표를 실시하고자 한다고 밝혔다 하더라도, 그것이 공고와 같이 법적인 효력이 있는 행위가 아니라 단순한 정치적 제안의 피력에 불과하다고 인정되는 이상 이를 두고 헌법소원의 대상이 되는 "공권력의 행사"라고 할 수는 없으므로, 이에 대한 취소 또는 위헌확인을 구하는 청구인들의 심판청구는 모두 부적법하다[2]

## 참고 문헌
- 이 문서에는 다음커뮤니케이션(현 카카오)에서 GFDL 또는 CC-SA 라이선스로 배포한 글로벌 세계대백과사전의 내용을 기초로 작성된 글이 포함되어 있습니다.